# Phillippe Taquet
Philippe Taquet (Saint-Quentin, 25 d'abril de 1940) és un paleontòleg francès, ha estat director del Muséum national d'histoire naturelle de 1985 a 1990. Va presidir l'Académie des sciences en el període 2013-2014 i de l'oficina de l'Institut de France el 2014.

## Biografia

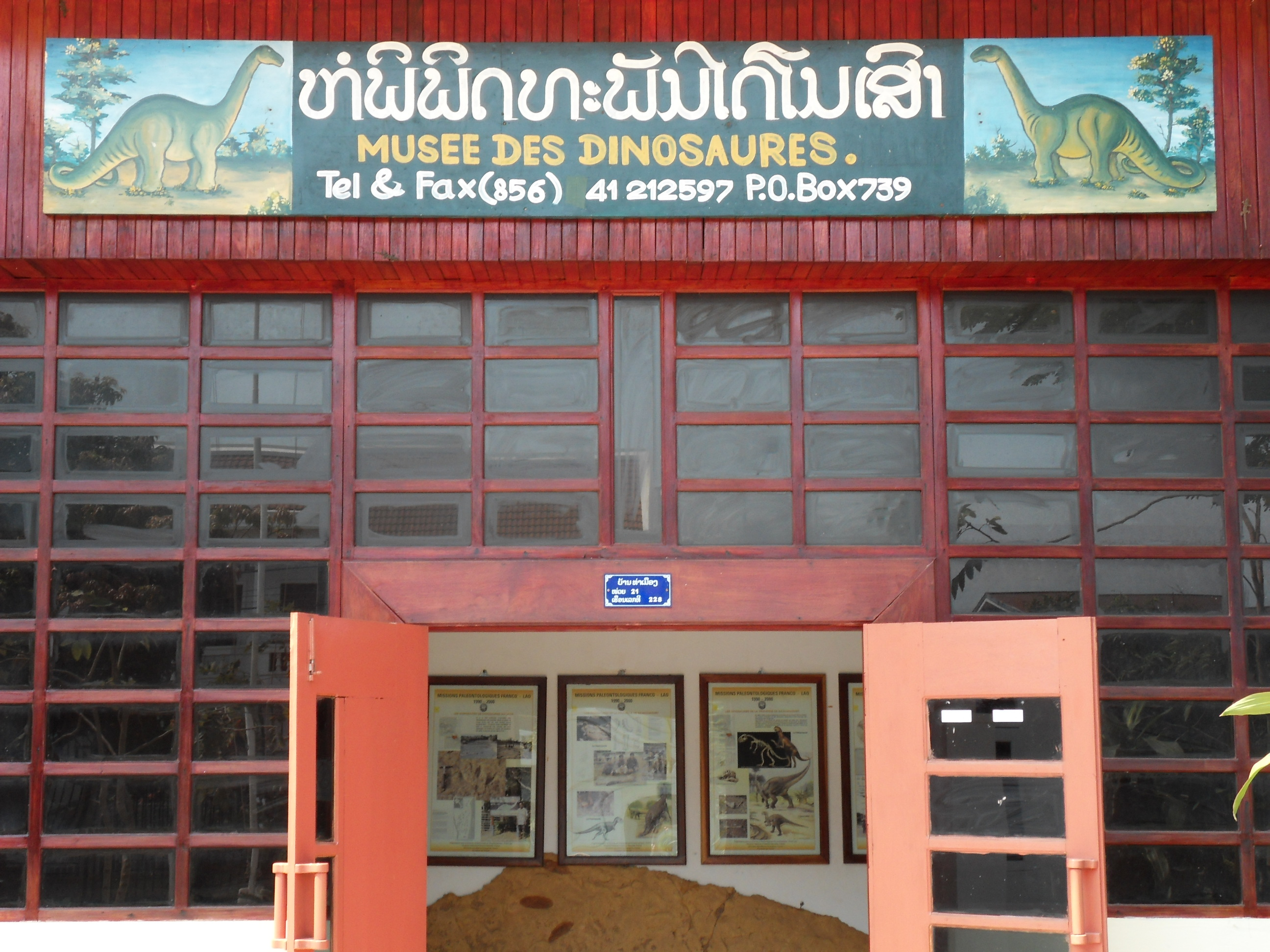
Philippe Taquet va ser un dels iniciadors del Museu de Dinosaures de Savannakhet (Laos)

És doctor en Ciències (1973) i va ser investigador del CNRS des de 1965 a 1981. Posteriorment va ser titular de la càtedra de paleontologia del Muséum national d'histoire naturelle a partir de 1981. Des de 2004, ha estat President de la Commissió internacional per a la història de la geologia (INHIGEO).
En zoologia la seva forma abreviada és Taquet.

## Llista parcial de publicacions
- L'Empreinte des Dinosaures ISBN 2-7381-0918-7
- Georges Cuvier (Naissance d'un génie), 2006, ISBN 2-7381-0969-1
- Un voyageur naturaliste : Alcide d'Orbigny
- Alcide Dessalines d'Orbigny (1802-1857)
- La Chasse aux dinosaures - Une introduction à la paléontologie, De Vive Voix
- Les bonnes feuilles du Jardin des Plantes de Jean-Jacques Rousseau à Claude Simon, Coéditions Muséum national d'Histoire naturelle/Artlys, 2013.